# Патис, Георгиос
Георгиос Патис (греч. Γεώργιος Πάτης); (16 апреля 1983, Салоники, Греция) — греческий бадминтонист, участник летних Олимпийских игр 2004 года в паре с Теодоросом Велкосом.

## Спортивная биография
В 2004 году Георгиос Патис принял участие в летних Олимпийских играх в Афинах. Греческий спортсмен выступил в парном разряде вместе с Теодоросом Велкосом, который за год до игр принял греческое гражданство. На олимпийском турнире греческая пара в первом же раунде уступила спортсменам из Малайзии 1:15, 4:15.